# Sucha Beskidzka
Sucha Beskidzka è una città polacca del distretto di Sucha nel voivodato della Piccola Polonia.
Ricopre una superficie di 27,46 km² e nel 2004 contava 9 750 abitanti. Dal 1975 al 1998 ha fatto parte del voivodato di Bielsko-Biała.

## Storia
La città si sviluppò fortemente alla fine del XIX secolo grazie al collegamento ferroviario Cracovia - Sucha Beskidzka - Zakopane e Żywiec - Sucha Beskidzka
Dall'inizio del XX secolo la città è il centro principale di turismo in montagna in questa regione dei Monti Beschidi (parte dei Carpazi). Nella città ci sono alcuni esempi di architettura antica: importante è il castello rinascimentale del XVI secolo, chiamato Piccolo Wawel (il Wawel è la collina sulla quale sorge la Cattedrale di Cracovia-Cattedrale del Wawel), inoltre c'è la chiesa con il chiostro del XVII secolo e la vecchia locanda di legno, chiamata Rzym (Roma in polacco) del XVIII secolo.

## Istruzione
In città ci sono due scuole di istruzione superiore:
- College per Insegnanti di Lingue Straniere (Nauczycielskie Kolegium Języków Obcych, NKJO, )
- Scuola Superiore per il Turismo e l'Ecologia (Wyższa Szkoła Turystyki i Ekologii), WSTiE, )

## Sviluppo demografico
- 1827 - 1 811
- 1848 - 1 842
- 1870 - 2 280
- 1900 - 4 214
- 1921 - 5 151
- 1931 - 6 004
- 1939 - 6 250
- 1946 - 5 866 (durante la Seconda guerra mondiale circa 400 ebrei della città furono uccisi)
- 1960 - 6 599
- 1970 - 7 751
- 1980 - 8 735
- 1989 - 9 754
- 2001 - 9 810
- 2002 - 9 737